# اکرادیو
اکرادیو (به لاتین: Akradio) یک منطقهٔ مسکونی در ساحل عاج است که در Lagunes واقع شده‌است.